# Condado de Franklin (Virginia)
El condado de Franklin (en inglés: Franklin County) es un condado en el estado estadounidense de Virginia. En el censo de 2000 el condado tenía una población de 47.286 habitantes. Forma parte del área metropolitana de Roanoke. La sede de condado es Rocky Mount. El condado fue formado en 1785 a patir de porciones de los condados de Bedford y Henry. Fue nombrado en honor a Benjamin Franklin.

## Geografía
Según la Oficina del Censo, el condado tiene un área total de 1.843 km² (712 sq mi), de la cual 1.792 km² (692 sq mi) es tierra y 50 km² (19 sq mi) (2,74%) es agua.

### Condados adyacentes
- Condado de Bedford (noreste)
- Condado de Pittsylvania (sureste)
- Condado de Henry (sur)
- Condado de Patrick (suroeste)
- Condado de Floyd (oeste)
- Condado de Roanoke (noroeste)

### Áreas protegidas nacionales
- Blue Ridge Parkway
- Booker T. Washington National Monument

## Demografía
En el  censo de 2000, hubo 47.286 personas, 18.963 hogares y 13.918 familias residiendo en el condado. La densidad poblacional era de 68 personas por milla cuadrada (26/km²). En el 2000 había 22.717 unidades unifamiliares en una densidad de 33 por milla cuadrada (13/km²). La demografía del condado era de 88,95% blancos, 9,35% afroamericanos, 0,19% amerindios, 0,36% asiáticos, 0,02% isleños del Pacífico, 0,42% de otras razas y 0,71% de dos o más razas. 1,21% de la población era de origen hispano o latino de cualquier raza. 
La renta promedio para un hogar del condado era de $38.056 y el ingreso promedio para una familia era de $45.163. En 2000 los hombres tenían un ingreso medio de $29.807 versus $22.215 para las mujeres. La renta per cápita para el condado era de $19.605 y el 9,70% de la población estaba bajo el umbral de pobreza nacional.

## Ciudades y pueblos
- Boones Mill
- Ferrum
- Hale's Ford
- North Shore
- Penhook
- Rocky Mount
- Union Hall
- Westlake Corner